# Nes (commune)
La commune de Nes est une commune et un village des îles Féroé se situant sur la partie méridionale de l'île de Eysturoy.

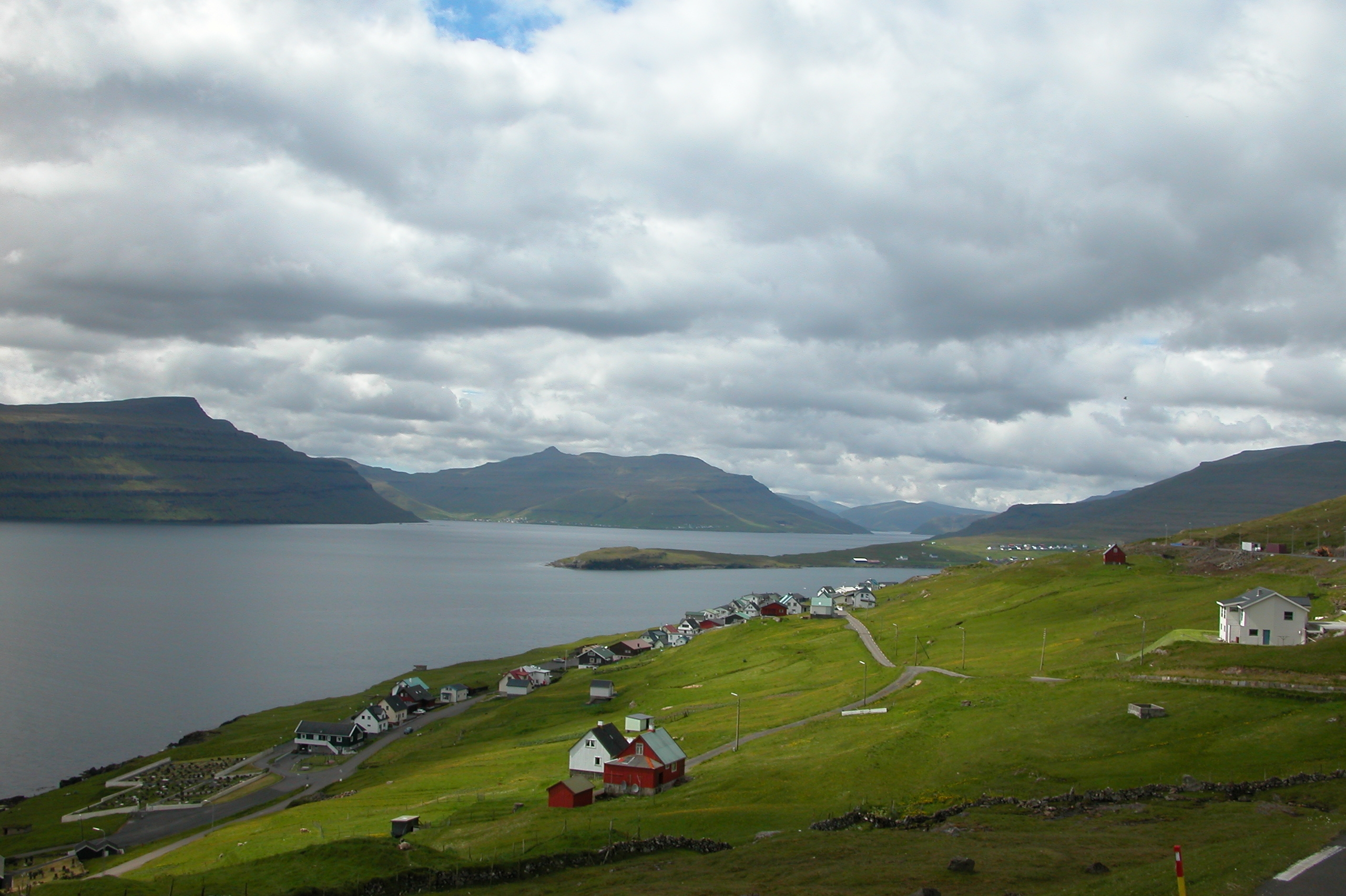
Nes – Vue

C'est sur le territoire de cette commune que se trouvent les villages de Nes (chef-lieu), Toftir et Saltnes.